# Список дипломатических миссий Бельгии

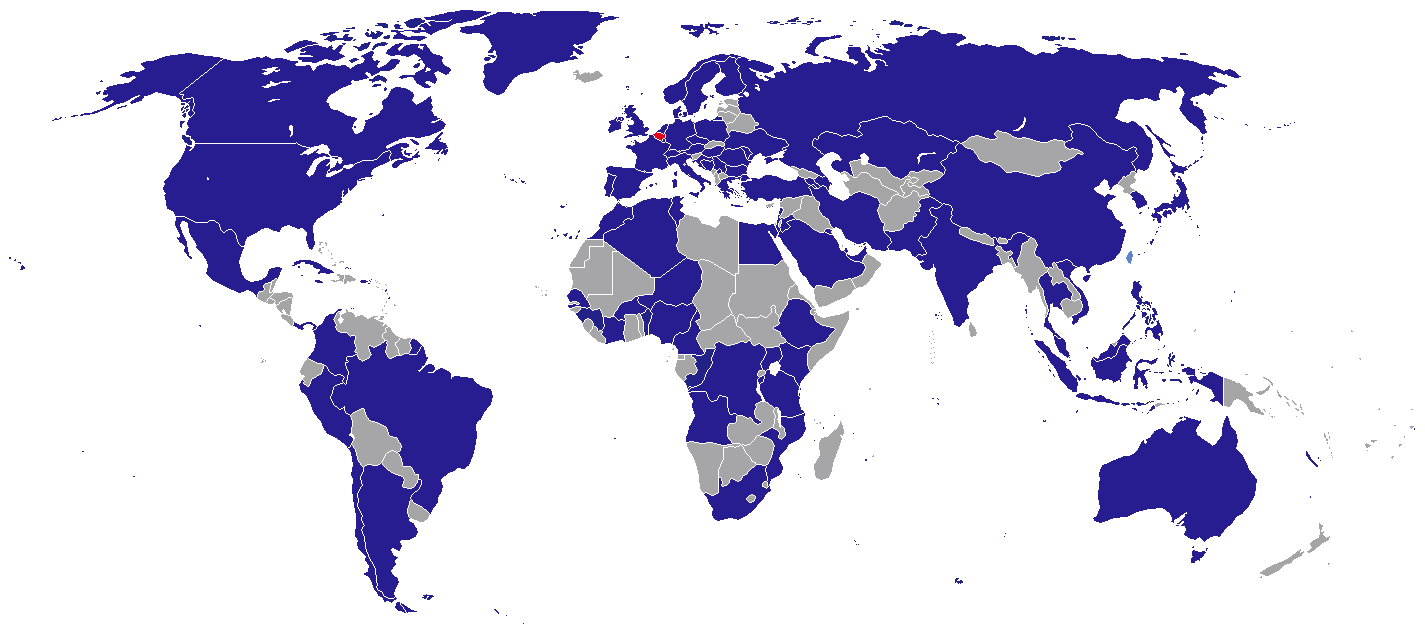

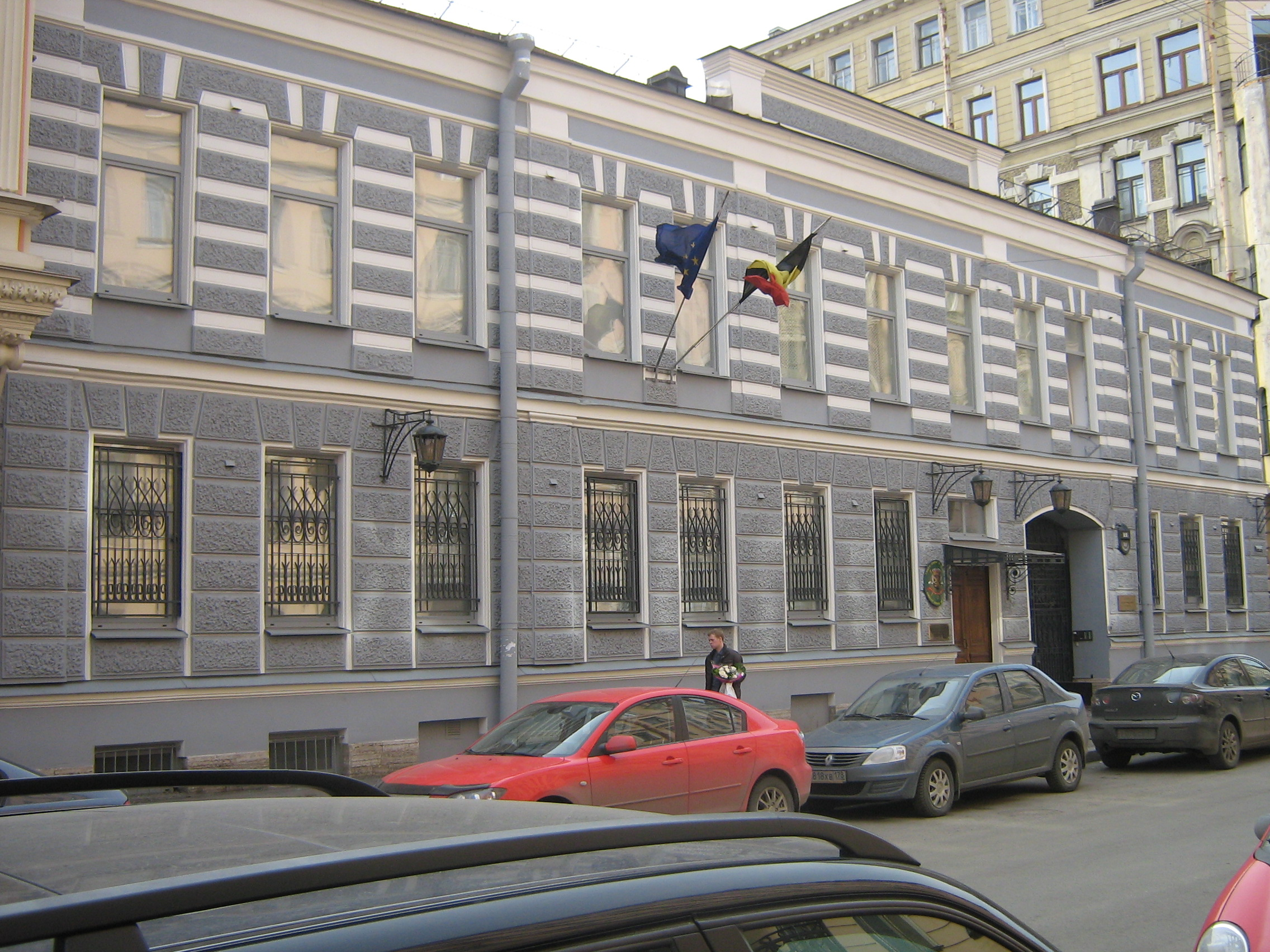
Генеральное консульство Бельгии в Санкт-Петербурге

Бельгия имеет дипломатические представительства в следующих странах и регионах:
| Страна                            | Представительство                                                                                               |
| --------------------------------- | --- |
| Австралия                         | - Канберра (Посольство)                                                                                         |
| Австрия                           | - Вена (Посольство)                                                                                             |
| Азербайджан                       | - Баку (Посольство)                                                                                             |
| Алжир                             | - Эль-Джазаир (Посольство)                                                                                      |
| Ангола                            | - Луанда (Посольство)                                                                                           |
| Аргентина                         | - Буэнос-Айрес (Посольство)                                                                                     |
| Афганистан                        | - Кабул (Дипломатическое бюро)                                                                                  |
| Болгария                          | - София (Посольство)                                                                                            |
| Босния и Герцеговина              | - Сараево (Дипломатическое бюро)                                                                                |
| Бразилия                          | - Бразилиа (Посольство)                                                                                         |
| Буркина-Фасо                      | - Уагадугу (Посольство)                                                                                         |
| Бурунди                           | - Бужумбура (Посольство)                                                                                        |
| Ватикан                           | - Ватикан (Посольство)                                                                                          |
| Великобритания                    | - Лондон (Посольство)                                                                                           |
| Венгрия                           | - Будапешт (Посольство)                                                                                         |
| Венесуэла                         | - Каракас (Посольство)                                                                                          |
| Вьетнам                           | - Ханой (Посольство)                                                                                            |
| Гвинея-Бисау                      | - Бисау (Консульство)                                                                                           |
| Германия                          | - Берлин (Посольство) - Кёльн (Консульство)                                                                     |
| Греция                            | - Афины (Посольство)                                                                                            |
| Дания                             | - Копенгаген (Посольство) - Нуук (Консульство)                                                                  |
| Египет                            | - Каир (Посольство)                                                                                             |
| Израиль                           | - Рамат-Ган (Посольство) - Иерусалим (Консульство)                                                              |
| Индия                             | - Нью-Дели (Посольство) - Мумбай (Консульство)                                                                  |
| Индонезия                         | - Джакарта (Посольство)                                                                                         |
| Иордания                          | - Амман (Посольство)                                                                                            |
| Иран                              | - Тегеран (Посольство)                                                                                          |
| Ирландия                          | - Дублин (Посольство)                                                                                           |
| Испания                           | - Мадрид (Посольство) - Аликанте (Консульство) - Барселона (Консульство) - Санта-Крус-де-Тенерифе (Консульство) |
| Италия                            | - Рим (Посольство) - Милан (Консульство)                                                                        |
| Казахстан                         | - Астана (Посольство)                                                                                           |
| Камерун                           | - Яунде (Консульство)                                                                                           |
| Канада                            | - Оттава (Посольство) - Монреаль (Консульство) - Торонто (Консульство)                                          |
| Катар                             | - Доха (Посольство)                                                                                             |
| Кения                             | - Найроби (Посольство)                                                                                          |
| Кипр                              | - Никосия (Посольство)                                                                                          |
| Китайская Народная Республика     | - Пекин (Посольство) - Гонконг (Консульство) - Гуанчжоу (Консульство) - Шанхай (Консульство)                    |
| Колумбия                          | - Богота (Посольство)                                                                                           |
| Конго, Демократическая Республика | - Киншаса (Посольство)                                                                                          |
| Конго, Республика                 | - Браззавиль (Посольство)                                                                                       |
| Корея, Республика                 | - Сеул (Посольство)                                                                                             |
| Косово                            | - Приштина (Дипломатическое бюро)                                                                               |
| Коста Рика                        | - Сан Хосе (Посольство)                                                                                         |
| Кот-д'Ивуар                       | - Абиджан (Посольство)                                                                                          |
| Куба                              | - Гавана (Посольство)                                                                                           |
| Кувейт                            | - Эль-Кувейт (Посольство)                                                                                       |
| Латвия                            | - Рига (Посольство)                                                                                             |
| Ливан                             | - Бейрут (Посольство)                                                                                           |
| Ливия                             | - Триполи (Посольство)                                                                                          |
| Литва                             | - Вильнюс (Посольство)                                                                                          |
| Люксембург                        | - Люксембург (Посольство)                                                                                       |
| Аргентина                         | - Куала-Лумпур (Посольство)                                                                                     |
| Мальта                            | - Флориана (Посольство)                                                                                         |
| Марокко                           | - Рабат (Посольство) - Касабланка (Консульство) - Танжер (Консульство)                                          |
| Мексика                           | - Мехико (Посольство)                                                                                           |
| Нигерия                           | - Абуджа (Посольство)                                                                                           |
| Нидерланды                        | - Гаага (Посольство)                                                                                            |
| Норвегия                          | - Осло (Посольство)                                                                                             |
| Объединённые Арабские Эмираты     | - Абу-Даби (Посольство)                                                                                         |
| Пакистан                          | - Исламабад (Посольство)                                                                                        |
| Перу                              | - Лима (Посольство)                                                                                             |
| Польша                            | - Варшава (Посольство)                                                                                          |
| Португалия                        | - Лиссабон (Посольство)                                                                                         |
| Россия                            | - Москва (Посольство) - Санкт-Петербург (Консульство)                                                           |
| Руанда                            | - Кигали (Посольство)                                                                                           |
| Румыния                           | - Бухарест (Посольство)                                                                                         |
| Саудовская Аравия                 | - Эр-Рияд (Посольство)                                                                                          |
| Сенегал                           | - Дакар (Посольство)                                                                                            |
| Сербия                            | - Белград (Посольство)                                                                                          |
| Сингапур                          | - Сингапур (Посольство)                                                                                         |
| Сирия                             | - Дамаск (Посольство)                                                                                           |
| Словакия                          | - Братислава (Посольство)                                                                                       |
| Словения                          | - Любляна (Посольство)                                                                                          |
| США                               | - Вашингтон (Посольство) - Атланта (Консульство) - Лос-Анджелес (Консульство) - Нью-Йорк (Консульство)          |
| Таиланд                           | - Бангкок (Посольство)                                                                                          |
| Танзания                          | - Дар-эс-Салам (Посольство)                                                                                     |
| Тунис                             | - Тунис (Посольство)                                                                                            |
| Турция                            | - Анкара (Посольство) - Стамбул (Консульство)                                                                   |
| Уганда                            | - Кампала (Посольство)                                                                                          |
| Украина                           | - Киев (Посольство)                                                                                             |
| Филиппины                         | - Манила (Посольство)                                                                                           |
| Финляндия                         | - Хельсинки (Посольство)                                                                                        |
| Франция                           | - Париж (Посольство) - Лилль (Консульство) - Марсель (Консульство) - Страсбург (Консульство)                    |
| Хорватия                          | - Загреб (Посольство)                                                                                           |
| Чехия                             | - Прага (Посольство)                                                                                            |
| Чили                              | - Сантьяго (Посольство)                                                                                         |
| Швейцария                         | - Берн (Посольство) - Женева (Консульство)                                                                      |
| Швеция                            | - Стокгольм (Посольство)                                                                                        |
| Эстония                           | - Таллин (Посольство)                                                                                           |
| Эфиопия                           | - Аддис-Абеба (Посольство)                                                                                      |
| ЮАР                               | - Претория (Посольство) - Йоханнесбург (Консульство) - Кейптаун (Консульство)                                   |
| Ямайка                            | - Кингстон (Посольство)                                                                                         |
| Япония                            | - Токио (Посольство)                                                                                            |